# Lambertus van Vence

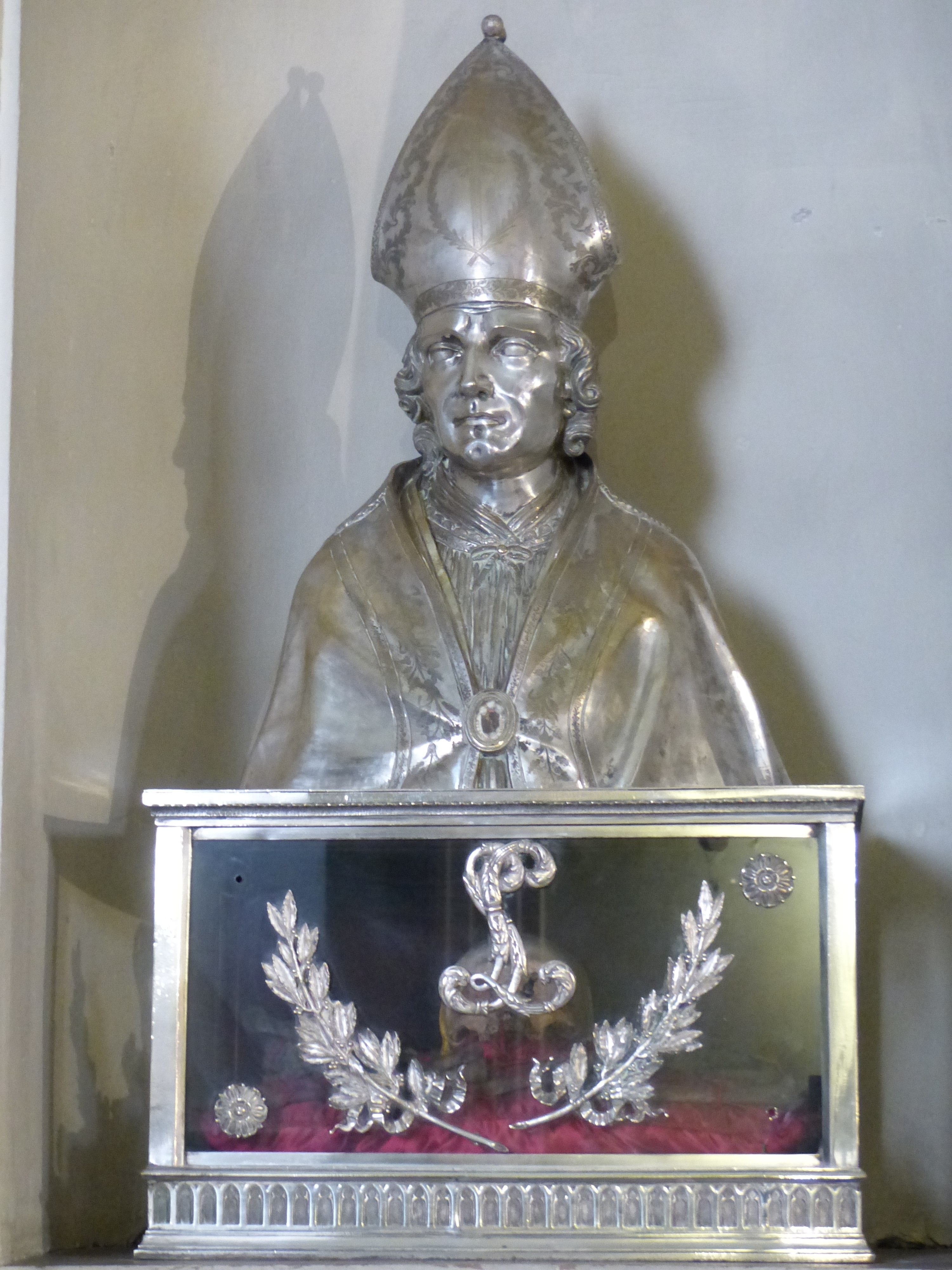
Lambertus, bisschop van Vence

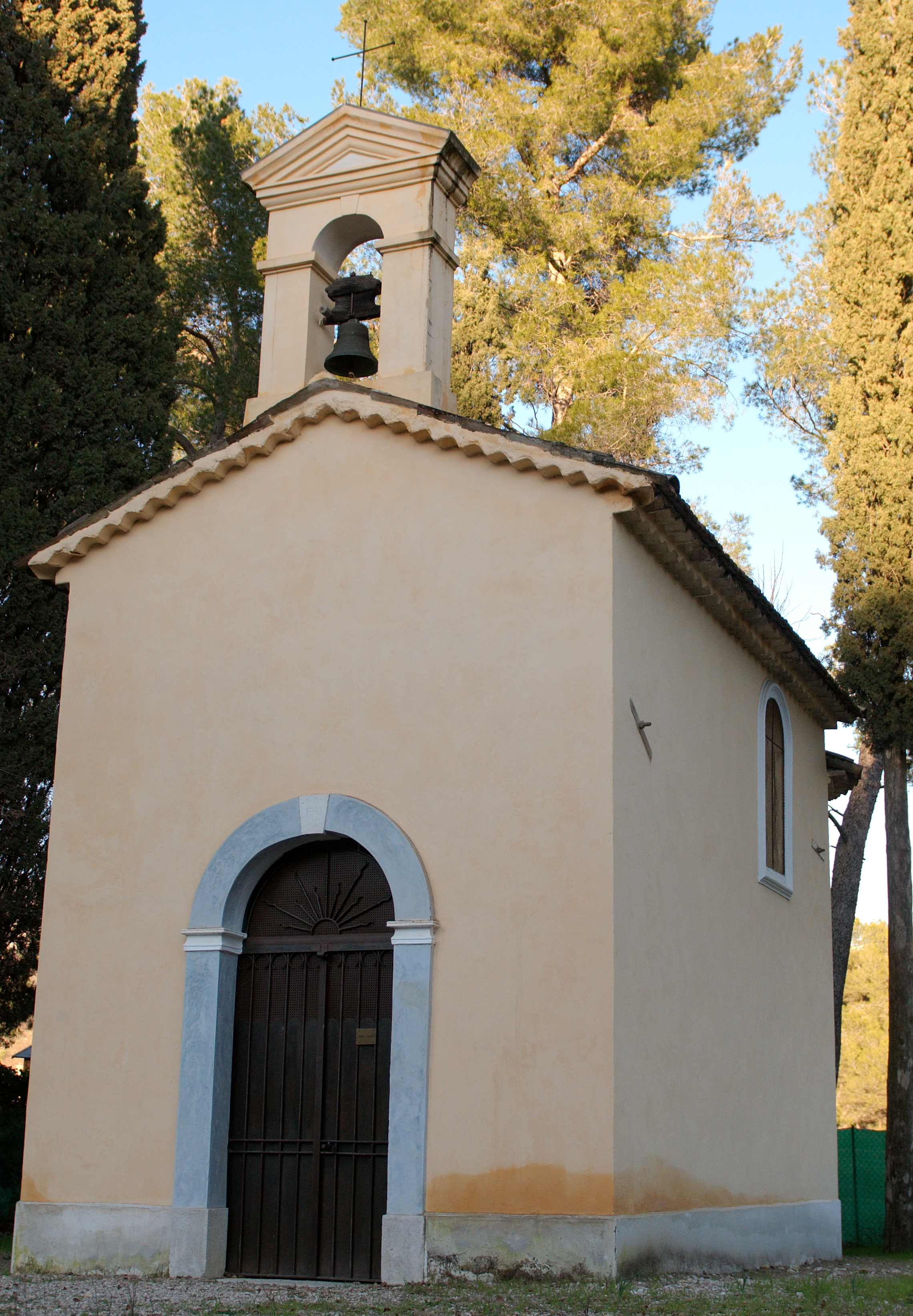
Sint-Lambertuskapel bij Vence

Lambertus van Vence, geboren als Lambertus Pelloquin (Bauduen 1084 - Vence 1154) was een Franse heilige. Hij was benedictijn en bisschop van Vence gedurende 40 jaren (1114-1154).

## Levensloop
De moeder van Lambertus Pelloquin stierf bij zijn geboorte. Zijn vader stuurde Lambertus op 12-jarige leeftijd naar de Benedictijnerabdij op het eiland Saint-Honorat. Kort nadien trad Lambertus toe tot de orde. In 1114 laat het klooster hem vertrekken om bisschop te worden in Vence, op vraag van de inwoners van Vence.
Als bisschop zette Lambertus zich in voor de armen en zieken van Vence. Hij las de getijdengebeden uit het klooster verder, vastte regelmatig en eiste dat de kanunniken van de kathedraal in een gemeenschap leefden. Hij bemiddelde in disputen tussen heren en lijfeigenen en tussen heren en clerus. Regelmatig trok hij zich terug in een bos bij Vence; hier staat nu een kapel naar hem genoemd.
Hij stierf in 1154 in Vence. De kathedraal van Vence bewaart meerdere schilderijen en relieken van hem.